# کوندای بنیو
کوندای بنیو (انگلیسی: Kundai Benyu؛ زادهٔ ۱۲ دسامبر ۱۹۹۷) بازیکن فوتبال اهل زیمبابوه است.
از باشگاه‌هایی که در آن بازی کرده‌است می‌توان به باشگاه فوتبال هلسینگبورگس، باشگاه فوتبال اولدهام اتلتیک، باشگاه فوتبال ایپسویچ تاون، باشگاه فوتبال سلتیک، و باشگاه فوتبال آلدرشات تاون اشاره کرد.
وی همچنین در تیم ملی فوتبال زیمبابوه بازی کرده‌است.